# Parsilanjärvi
Parsilanjärvi är en sjö i kommunen Högfors i landskapet Nyland i Finland. Sjön ligger 101,1 meter över havet. Arean är 60 hektar och strandlinjen är 4,19 kilometer lång. Sjön  ingår i Karisåns huvudavrinningsområde.   Den ligger omkring 51 km nordväst om Helsingfors. 